# Beaverlodge
Beaverlodge est une ville (town) du Comté de Grande Prairie No 1, située dans la province canadienne d'Alberta.

## Démographie
En tant que localité désignée dans le recensement de 2011, Beaverlodge a une population de 2 365 habitants dans 892 de ses 981 logements, soit une variation de 4.5% avec la population de 2006. Avec une superficie de 5,577 4 km2, la ville possède une densité de population de 424,032 7 hab/km2 en 2011.
Concernant le recensement de 2006, Beaverlodge abritait 2 264 habitants dans 910 de ses 950 logements. Avec une superficie de 5,577 4 km2, la ville possédait une densité de population de 405,9 hab/km2 en 2006.
| 2001  | 2006  | 2011  | 2016  |
| ----- | ----- | ----- | ----- |
| 2 110 | 2 264 | 2 365 | 2 465 |